# 유리 카스파랸

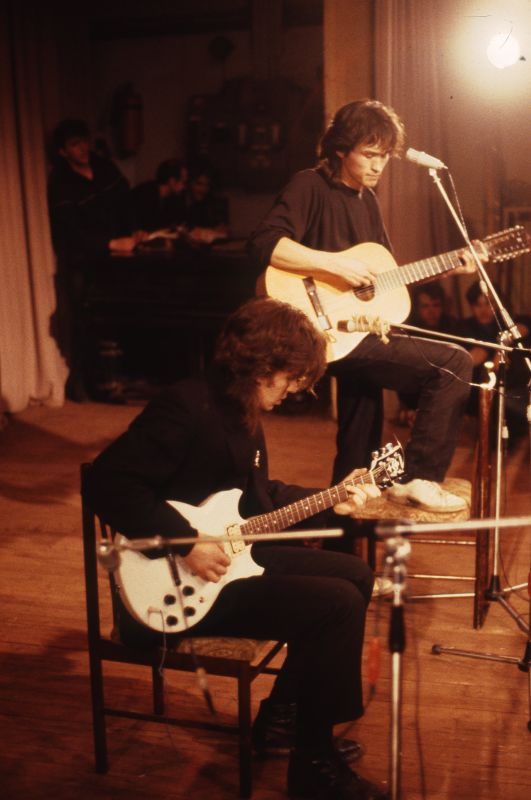
유리 카스파랸 - 빅토르 초이

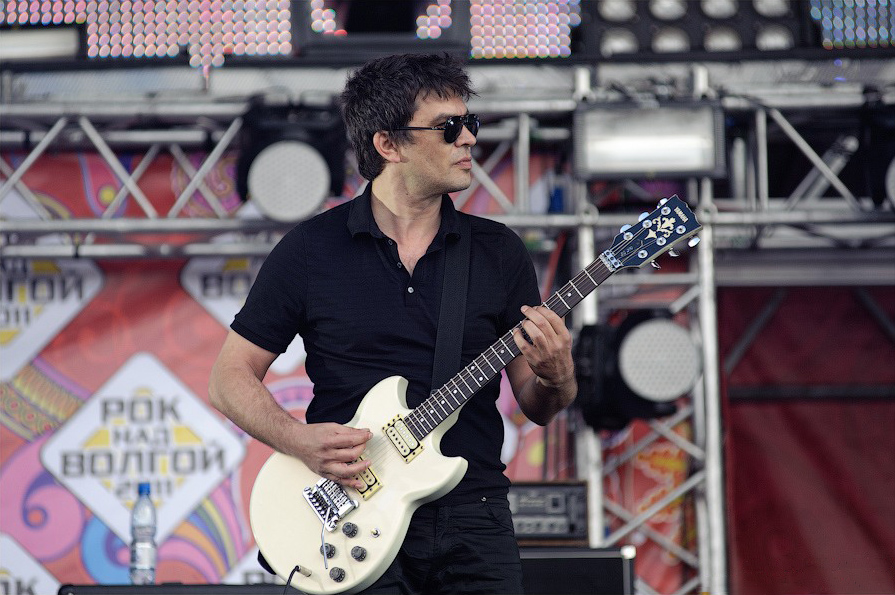

유리 카스파랸(러시아어: Ю́рий Каспаря́н, 1963년 7월 24일 ~ )는 러시아의 가수이다. 키노에서 기타를 맡았다. 1997년에 앨범 «네자콘노로즈덴니»(Незаконнорожденный)를 발표했다.